# Dofí comú de musell curt
El dofí comú de musell curt (Delphinus delphis) és un dofí de petita mida (220 cm de grandària màxima), cos molt estilitzat, bec llarg, i d'hàbits fortament socials. El seu nom li ve donat per la gran abundància que assolia originàriament a les costes dels Països Catalans, però avui la seva presència s'hi pot considerar excepcional.

## Distribució, hàbitat i situació de l'espècie
Es tracta d'una espècie quasi cosmopolita que es troba a les latituds temperades i càlides de tots els grans mars i oceans. A l'Atlàntic nord la seva presència s'estén des de l'equador fins al nord de les Illes Britàniques. Al Mediterrani, originàriament era força abundant i es distribuïa d'una manera aparentment homogènia, però durant les darreres dècades ha patit una dràstica reducció i, a la conca occidental, avui només és abundant al vessant sud. El nucli poblacional mediterrani més important sembla trobar-se al mar d'Alboran, tot i que és probable que s'enriqueixi amb contingents atlàntics que creuen l'estret de Gibraltar.
D'ençà de la dècada dels 1970 del segle xx, el dofí comú de musell curt s'ha fet molt escàs en aigües catalanes i els registres de la seva presència han estat excepcionals i sempre referits a grups petits, sovint formant agregacions mixtes amb dofins ratllats. Els darrers avaraments coneguts van tenir lloc a Caldetes (Maresme) el 1972, al Prat de Llobregat (Baix Llobregat) el 1978, i a l'istme del Trabucador (delta de l'Ebre) el 1983.

Al Mediterrani, el dofí comú de musell curt es troba tant en aigües prop de la costa (sempre que la fondària sigui superior als 50 m) com en aigües obertes. Això diferencia la població ibèrica mediterrània de l'atlàntica, que és de distribució fonamentalment costanera.

## Biologia, ecologia i comportament
La dieta del dofí comú de musell curt varia segons la regió geogràfica i el període de l'any. No es disposa d'informació d'exemplars mediterranis, però, en general, aquesta espècie consumeix preferentment peixos que formen banc, com el verat (Scomber scombrus), la sardina (Sardina pilchardus), o l'anxova (Engraulis encrasicholus), tot i que també pot capturar ocasionalment cefalòpodes pelàgics, principalment calamars.
El dofí comú del Mediterrani és uns 15-20 cm més petit que el seu homòleg de l'Atlàntic i generalment no supera els 220 cm de grandària, que corresponen a un pes d'uns 80-100 kg.
Els mascles són lleugerament més grans que les femelles. La maduresa sexual s'assoleix en arribar als 5-7 anys i els 160-180 cm de grandària, tant en els mascles com en les femelles.

La gestació dura prop d'un any i la majoria de naixements tenen lloc durant els mesos de l'estiu. El lligam entre la mare i la cria és particularment fort i, si un dels dos és capturat, l'altre resta al mateix lloc com a mínim fins que es produeix la mort de l'animal capturat.
Els dofins comuns són de costums força gregaris i normalment se'ls troba formant grups molt nombrosos, sovint compostos per molts centenars d'individus. La grandària mitjana dels grups al Mediterrani és d'uns 60-80 exemplars. Sembla que dintre de la regió ocupada per una població existeix una certa segregació per edats i sexes, de tal manera que els individus implicats en les tasques reproductores constitueixen agrupacions independents de les formades per joves o senescents. A més, els grans grups reproductors poden fragmentar-se temporalment en diversos de més petits durant la captura de l'aliment quan aquest es troba dispers. A les regions on els dofins comuns són poc abundants, no és rar trobar-los integrats en agregacions mixtes amb dofins ratllats, mulars o caps d'olla grisos.

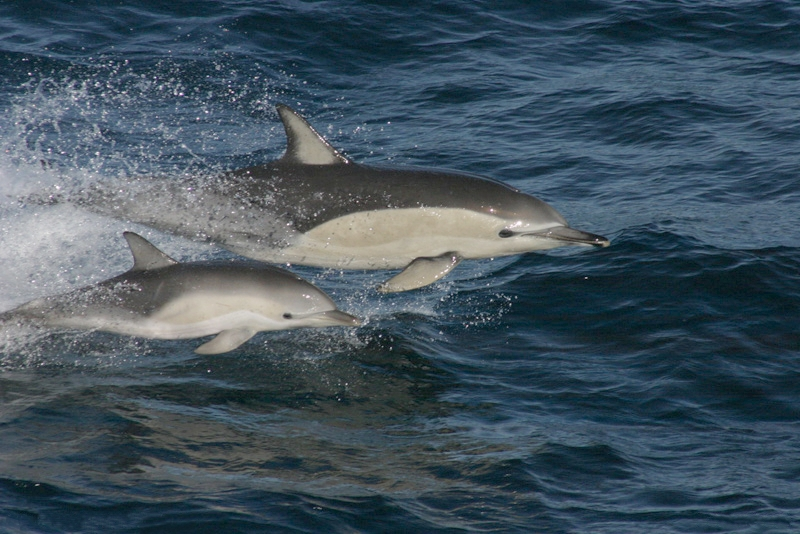
Dofina comuna amb el seu cadell

## Gestió i conservació
Les causes que ha produït la forta reducció del dofí comú al vessant nord-occidental del Mediterrani no han estat esbrinades. Es creu, però, que la reducció de l'abundància d'espècies de les quals s'alimentaven, la invasió de les regions costaneres per embarcacions pesqueres i de turisme, com també les freqüents captures incidentals d'individus d'aquesta espècie en els arts d'arrossegament i de cerc, foren factors importants d'aquesta reducció. També en els darrers anys s'han detectat nivells de contaminants organoclorats (DDT i bifenils policlorats principalment) superiors a les 300 parts per milió en els teixits dels dofins comuns d'aigües catalanes i del sud de França.
Atesa la seva excepcionalitat en el present a les aigües dels Països Catalans, poc es pot fer per millorar el seu estat de conservació o gestionar-ne les poblacions. No obstant això, una reducció i un fort control dels abocaments industrials i de les activitats pesqueres és necessari per a assegurar-ne que el procés de reducció no prossegueixi.
El dofí comú està estrictament protegit pel conveni de Berna (annex II) i es troba catalogat dintre de l'apèndix II del CITES. El Programa de les Nacions Unides per al Medi Ambient (PNUMA) considera dintre de les seves prioritats la conservació del dofí comú del Mediterrani occidental.